# شاحط (حزم العدين)

تعديل مصدري - تعديل

شاحط هي إحدى قرى عزلة يريس بمديرية حزم العدين التابعة لمحافظة إب، بلغ تعداد سكانها 89 نسمة حسب تعداد اليمن لعام 2004.